# Le Mazis
Le Mazis è un comune francese di 104 abitanti situato nel dipartimento della Somme nella regione dell'Alta Francia.

## Società

### Evoluzione demografica
Abitanti censiti